# MUSASHI'S
MUSASHI'S（ムサシーズ）は、歌うネコ5匹のコーラス・グループ。スターダストプロモーションに所属していた。

## 概要
斉藤英夫が飼っている5匹のネコからなるボーカル・グループ。斉藤はプロデュース・オリジナル曲「だいすき!!」の作曲も担当している。所属事務所のスターダストプロモーションと、1曲につきカツオ1匹のギャラで正式に契約を結んでいた。後にギャラは天然マダイになった。
2008年4月24日放送の『うたばん』にてテレビの音楽番組に初出演。
2011年12月に久々の新曲として「ホワイト・クリスマス」がYouTubeに投稿された。これを最後に新曲の発表はない。
正式な解散発表は出されなかったが、2015年時点では音楽グループとして活動しておらず、自然消滅している。

## 来歴
2007年12月 - 楽天市場「エルザクラブ」限定販売CD「MUSASHI'S CHRISTMAS」でデビュー。「ジングルベル」を歌う動画がYouTubeに投稿された。
2008年2月 - スターダストプロモーションと契約。
2008年3月3日 - 「ほたるの光」でスターダストプロモーションの音楽配信レーベル「スタデジ」から配信楽曲デビューを果たす。
2008年7月30日 - ユニバーサルミュージックからメジャー・デビュー（なお、ユニバーサルミュージックのホームページには表記されていない）。
2009年6月25日 - オリジナルメンバーのマーブルが死去。
2015年9月24日 - オリジナルメンバーのセリが死去。

## メンバー
2011年時点のメンバー。
- ムサシ （ノルウェージャンフォレストキャット♀、2003年7月28日[6][7] - ）

MUSASHI'Sのリーダー
ニックネームはブッちゃん、ムサちゃん。
趣味は、寝ること、食べること。
- レオ （ノルウェージャンフォレストキャット♂、2003年7月28日[6] - ）

リーダーのムサシとは兄弟。
ニックネームはレオポン、ポン助。ムサシの兄。
趣味は、狭い所や小さいカゴに入ること。
- ルカ （ノルウェージャンフォレストキャット♀、2001年11月24日[8][7] - ）

レオとムサシの母。
趣味は、布や布団の中に潜ること。
- セリ （メインクーンの雑種♀、1995年12月1日[9][10][7] - 2015年9月24日[5]）

MUSASHI'Sのメインボーカル。MUSASHI'Sの中で一番のおしゃべり。
- カイ（ノルウェージャンフォレストキャット♂、2009年4月28日[11][12] - ）

マーブルの死去後、新メンバーとして加入。2009年8月1日にブログで発表された。

### 旧メンバー
- マーブル （♀ 雑種 2008年当時推定15歳くらい[7]- 2009年6月25日[14]）

大怪我をして瀕死の状態でガレージに迷い込んで来たところを助けられる。
過去に長期間行方不明事件を2度も起こしている。その度に、飼い主のあらゆる手段を用いた大捜索により発見されるが、毎回瀕死の状態。MUSASHI'Sの中でも、ダントツの複数回長期入院経験者。

## ディスコグラフィ

### CD
| 発売日                   | 品番         | タイトル                 | オリコン 最高位 | 備考 |
| インディーズ             | インディーズ | インディーズ             | インディーズ    | インディーズ |
| ------------------------ | ------------ | ------------------------ | --------------- | --- |
| 2007年12月               |              | MUSASHI'S CHRISTMAS      |                 | 「ジングルベル」「We wish you a Merry Christmas」の2曲を収録 楽曲が完成したのは前年だが、発売時期を逃したため2007年発売となった                 |
| ユニバーサルミュージック |              |                          |                 | |
| 2008年7月30日            | POCS-5022    | だいすき!! featuring P-A | 152位           | 女性アイドルグループ「P-A」とのコラボ曲 TBS系 愛の劇場 「大好き!五つ子2008」の主題歌 ももいろクローバーにカバーされた（入口のない出口を参照）。 |

### 着うた
| 発売日        | タイトル                 | 備考                                                                                     |
| ------------- | ------------------------ | ---------------------------------------------------------------------------------------- |
| 2008年3月3日  | ほたるの光               | music.jp着うたフルデイリーチャートで初登場5位、 同サイトで3万ダウンロード                |
| 2008年4月7日  | 一年生になったら         |                                                                                          |
| 2008年7月14日 | だいすき!! featuring P-A |                                                                                          |
| 2008年7月28日 | Happy Birthday           |                                                                                          |
| 2008年8月29日 | Happy Birthday           | 「MUSASHI’S feat.グーグー」名義 映画『グーグーだって猫である』とのコラボ曲（劇中未使用） |

### 配信アルバム
| 発売日 | タイトル                  | 備考                                                                                               |
| ------ | ------------------------- | -------------------------------------------------------------------------------------------------- |
| 2008年 | Musashi's Christmas Songs | "Jingle Bells"、"The First Noel"、"Winter Wonderland"、 "We Wish You a Merry Christmas"の4曲を収録 |

### その他の楽曲
- ホワイト・クリスマス - 2011年12月、YouTubeに投稿

### 書籍
| 発売日        | タイトル                        | 出版社       | 備考                            |
| ------------- | ------------------------------- | ------------ | ------------------------------- |
| 2008年7月26日 | MUSASHI'S BOOK                  | SDP          | ムサシーズ オフィシャル・ブック |
| 2009年1月30日 | 歌う猫MUSASHI'Sのぼけぼけ雑記帳 | 主婦と生活社 | フォトエッセイ                  |